# Методи вимірювання витрати газу і рідини
Методи вимірювання витрати газу і рідини (рос. методы измерения расхода газа и жидкости; англ. measurement methods of fluid and gas flow rate, нім. Messmethoden f pl des Gas- und Flüssigkeitsverbrauches) — методи, які основані на використанні гідрогазодинамічних, електромагнітних, теплових, ультразвукових і оптичних явищ. Ці методи поділяються за принципом дії та принципом реєстрації, а саме:
- за принципом дії на:
  - гідрогазодинамічні, в основу яких покладено гідродинамічні явища, які спостерігаються при протіканні потоку через різні пристрої чи обтіканні потоком різних тіл;
  - електромагнітні, теплові, ультразвукові та оптичні, в основі яких лежать відповідні фізичні явища.
- за принципом реєстрації на:
  - динамічні (вимірювання швидкості);
  - об'ємні (вимірювання об'єму);
  - масові (вимірювання маси).

Основу вимірювальних комплексів складають вимірювальні пристрої (давачі витрати), перетворювачі та прилади, що реєструють витрату і кількість газів та рідин. У залежності від умов експлуатації застосовують прилади як для госпрозрахункових стаціонарних, так і для оперативних та тимчасових вимірювань. Особливу групу приладів і витратовимірних комплексів складають зразкові вимірювальні пристрої.
Метод вимірювання витрати газів і рідин за змінним перепадом тиску, який використовується в газовій і нафтовій промисловості, простий в реалізації, добре вивчений і, по суті, є єдиним стандартизованим методом для госпрозрахункових вимірювань. Основні положення методу викладені в «Правилах для вимірювання витрати газів і рідин звужувальними пристроями: РД 50-213-80» (введені в дію з 01.07.1982 р.) і в Міжнародному стандарті ІСО 5167.
У більшості витратовимірних комплексів використовуються діафрагмові звужувальні пристрої. З метою зниження безповоротних втрат тиску замість діафрагм можуть бути використані труби Вентурі чи витратовимірні сопла.
Стандартні сопла і труби Вентурі можуть бути використані замість діафрагм для вимірювання витрати газу чи рідини. Стандартні сопла мають поздовжну частину з боку входу потоку і циліндричну частину, яка закінчується на виході гострою кромкою. Труби Вентурі складаються з трьох частин і відрізняються від стандартних сопел наявністю конічної частини, що розширюється, на боці виходу потоку. Профільні частини сопел і труб Вентурі з боку входу потоку повинні бути гладко відшліфовані. Кут φ конусності дифузора на виході потоку з труб Вентурі звичайно становить 5°≤φ≤30°.
Звужувальні пристрої встановлюють у прямолінійній ділянці трубопроводу. Напрям прохідного потоку повинен відповідати напрямку, вказаному на кільцевій камері чи маркувальній пластині. Довжина патрубка перед звужувальним пристроєм повинна забезпечувати нормальний розподіл профілю швидкостей по перерізу потоку. Це можливо, якщо довжина патрубка перед звужувальним пристроєм не менше 20D. Застосування пластинкових чи трубчастих струменевипрямлячів зменшує довжину ділянки трубопроводів перед звужувальним пристроєм. Довжина прямої ділянки трубопроводу за звужувальним пристроєм повинна бути не менше 5D. Відбір тиску для вимірювання перепаду тиску здійснюється з плюсового і мінусового штуцерів камер, в яких розміщується звужувальний пристрій. Штуцери для відбору тиску, вимірювання температури і густини потоку необхідно ставити у верхній частині перерізу труби.
При виборі звужувальних пристроїв звичайно враховують їх вартість; втрати тиску; складність виготовлення і монтажу; довжину прямих ділянок вимірювальних ліній; умови зношування і швидкість руху потоку. Найбільші втрати тиску виникають у діафрагмах, найменші — в трубах Вентурі. У газовій промисловості найбільше поширення одержали діафрагмові звужувальні пристрої, як найпростіші щодо обслуговування, ревізії і монтажу. В практиці експлуатації витратовимірних комплексів виникає необхідність періодичної перевірки звужувальних пристроїв, їх очищення чи заміни. Зняття і встановлення звужувальних пристроїв проводять звичайно після перекриття запірних пристроїв на вході та виході вимірювальних ліній і після випускання з них газу чи рідини. Вказана операція може бути здійснена і під тиском, якщо конструкція камери для встановлення звужувальних пристроїв забезпечує таку можливість.
Для стандартних витратовимірних пристроїв, які працюють за змінним перепадом тиску, точність вимірювання лежить у межах 1-2 %, хоча відомі випадки вимірювання витрати з більшою точністю.